# Szegedi István
Szegedi István (Debrecen,  1969. május 13. –) magyar gyermekorvos, politikus (Együtt – a Korszakváltók Pártja).

## Életpályája
Általános orvosi végzettségű. Szakképesítéseket szerzett a csecsemő- és gyermekgyógyászatban, hematológiából, nefrológiából, klinikai onkológiából. 2004-ben egészségügyi szakmenedzseri végzettséget szerzett.

## Tudományos tevékenysége
Tudományos tevékenységét hallgató korában kezdte a Kórélettani Intézetben, Dr. Kerékgyártó Csilla vezetésével. Figyelme már akkor a biológiai terápiák irányába fordult, hiszen a poliszacharid Lentinán IL-1 és TNF-a termelésre kifejtett hatását tanulmányozta egerekben. Ph.D. munkájában a gyermekkori daganatos betegek interferon kezelésével, illetőleg az interferon, valamint antisense-oligonucleotidok antitumor- és differenciáló hatásával foglalkozott in vivo és in vitro körülmények között. Ezen tapasztalatát a biológiai terápiák, illetőleg a célzott terápiák iránti érdeklődését a klinikai munkájában is hasznosította. A leuveni (Belgium) gyermekonkológiai központ magas grádusú agyi gliomák kezelésében alkalmazott dendtritikus sejtterápia segítségével elért eredményeibe tekinthetett bele tanulmányútja kapcsán, mely irányú kezelés bevezetése terveiben szerepel.

## Politikai tevékenysége
Az Együtt – a Korszakváltók Pártja politikusa.